# Amberg–Schnaittenbach-vasútvonal
Az Amberg–Schnaittenbach-vasútvonal egy normál nyomtávolságú, nem villamosított egyvágányú vasútvonal Németországban Amberg és Schnaittenbach között. A vonal hossza 21,4 km.